# Фрил, Мэри
Мэри Тереза Фрил (англ. Mary Therese Friel; род. 10 февраля 1959, Рочестер, Нью-Йорк) — американская американская фотомодель, предприниматель и победительница конкурса красоты «Мисс США 1979».

## Биография
Выросла в деревне Питсфорд.

### Конкурс красоты
Первую победу одержала на Мисс Нью-Йорк 1978, когда была студенткой St. John Fisher. Представляла штат на национальном конкурсе Мисс США, проходившем в Билокси. Это был первый из четырёх годов, когда конкурс проводился в Билокси.
В предварительном конкурсе, заняла второе место после Мисс Иллинойс Дебра Энн Ниего (стала Третьей Вице Мисс). Она выиграла соревнования в выходе в купальниках и интервью. Также, заняла второе место в конкурсе вечерних платьев после Трейси Годдард, представлявшей штат Вашингтон.
Представляла страну на международном конкурсе Мисс Вселенная 1979, прошедшем в Перт, Австралия. Стала полуфиналисткой конкурса. Победительницей стала Марица Сайалеро, представлявшая Венесуэлу. Впервые проводился в Южном полушарии.
Сперва как Мисс Нью-Йорк, а затем как Мисс США, выступала представителем многочисленных благотворительных организаций, например, Специальная Олимпиада, American Heart Association, Cerebral Palsy, Camp Good Days and Special Times, March of Dimes и Muscular Dystrophy. Она также была послом American Lung Association.
Участие в Мисс США открыло для Мэри возможность встретиться с разными знаменитостями во время её пребывания в роли победительницы.
Участие в Мисс США и Мисс Вселенная открыли множество дверей для меня. Я познакомилась со множеством людей и будущими друзьями.
Она недолго путешествовала с известным певцом Хулио Иглесиасом и была приглашена Миком Джаггером (Rolling Stones) на юбилейный концерт. Она была специальны гостем на концерте Beach Boys. Познакомилась с Фрэнком Синатра, Элтоном Джоном, Крисом Кристофферсоном и Шер. Её пребывание в роли победительницы совпало с убийством Джона Леннона, когда она присутствовала на праздновании дня рождения певца Бена Верина.

### Послеконкурсные годы
После передачи короны следующей победительнице вернулась к учёбе. Училась в Фордемском университете. Она подписала контракт с Ford Models и выходила на подиум в самых разных городах Америки, а также Европы. Печаталась на обложках Good Housekeeping и Glamour. ,
В 1983 году решила отдохнуть от «светской жизни» и вернулась в новый родной город своих родителей Филадельфию, став учителем в местном Junior College и возобновила учёбу в Университете Вилланова.
Она была также соавтором книги «You can be…the Model You!» и настольной игры с тем же названием.

### Модельное агентство
В 1987 году она вернулась в родной город Рочестер, где она купила ферму и основала собственное модельное агентство. Её агентство начало работу как модельное и саморазвивающаяся коучинговая база для девочек-подростков. Сейчас модельное агентство является полноценным. В 1995 году к ней присоединился её муж Кент. Она также является конкурсным тренером. Одна из её подопечных стала Юной Мисс Нью-Йорк 2006.